# RIZIN.36
湘南美容クリニック presents RIZIN.36（ショウナンビヨウクリニック・プレゼンツ・ライジン・サーティーシックス）は、日本の総合格闘技団体「RIZIN」の大会の一つ。
2022年7月2日に沖縄県沖縄市沖縄アリーナで開催された。

## 概要
RIZIN.32以来2度目の沖縄大会。RIZIN STREAM PASSの無料配信にて行われた。
メインイベントで朝倉海 vs. ヤン・ジヨンが組まれていたが、6月30日に朝倉海の右手の骨折により、ジヨンの対戦相手が昇侍に変更され、セミファイナルであった鈴木博昭 vs. 平本蓮戦がスライドでメインイベントになった事が発表された。また、朝倉海の欠場により、RIZIN STREAM PASSにてPPVを無料配信となり、スカパー！はPPV購入者へ非請求対応、観戦チケット購入者へ払い戻しを行った。
休憩にて祖根寿麻の引退式が行われた。

## 対戦カード
第1試合 MMAルール 71.0kg契約ワンマッチ 5分3R
○  タナー・ロレンツォ vs.  Orihey ×
2R 1:05 TKO（グラウンドパンチ）
第2試合 キックボクシングルール 72.5kg契約ワンマッチ 3分3R
○  宮城寛克  vs.  吉野友規 ×
3R終了 判定3-0
第3試合 MMAルール 49.0kg契約ワンマッチ 5分3R
×  にっせー vs.  須田萌里 ○
1R 2:12 腕ひしぎ十字固め
第4試合 MMAルール 57.0kg契約ワンマッチ 3分3R
○  伊藤裕樹  vs.  宮城友一 ×
2R 4:57 TKO（グラウンドパンチ）
第5試合 MMAルール 57.0kg契約ワンマッチ 5分3R
○  村元友太郎 vs.  BJ ×
2R 2:23 TKO（右フック→パウンド）
第6試合 MMAルール 57.0kg契約ワンマッチ 5分3R
○  藤田大和 vs.  曹竜也 ×
3R終了 判定3-0
第7試合 キックボクシングルール 61.0kg契約ワンマッチ 3分3R
○  大雅 vs.  新田宗一朗 ×
3R終了 判定3-0
第8試合 MMAルール 71.0kg契約ワンマッチ 5分3R
×  渡慶次幸平 vs.  岸本篤史 ○
1R 2:05 KO（右フック）
第9試合 MMAルール 66.0kg契約ワンマッチ 5分3R
×  昇侍 vs.  ヤン・ジヨン ○
3R 1:46 リアネイキッドチョーク
第10試合 MMAルール 66.0kg契約ワンマッチ 5分3R
×  カイル・アグォン vs.  山本空良 ○
3R終了 判定0-3
第11試合 MMAルール 54.0kg契約ワンマッチ 5分3R
×  砂辺光久 vs.  中務修良 ○
1R 1:40 TKO（スタンドパンチ）
第12試合 MMAルール 49.0kg契約ワンマッチ 5分3R
×  山本美憂 vs.  大島沙緒里 ○
3R終了 判定1-2
第13試合 MMAルール 66.0kg契約ワンマッチ 5分3R
×  鈴木博昭 vs.  平本蓮○
3R終了 判定1-2

### カード変更
負傷などによるカード変更は以下の通り。
- 朝倉海 vs. ヤン・ジヨン → 朝倉が右第2中手骨骨折後変形治癒偽関節による激痛のため昇侍が代役出場[3]